# توماسو كوليتي
توماسو كوليتي (بالإيطالية: Tommaso Coletti)‏ (9 مايو 1984 بكانوسا دي بوليا في إيطاليا - ) هو لاعب كرة قدم إيطالي في مركز الوسط. لعب مع نادي بريشيا ونادي بيسكارا ونادي فوجيا وFC Matera ‏ وكوسينزا كالشيو ويو أس بركوليتزه 1932 وASD Martina Calcio 1947 ‏ ونادي تيرامو وFidelis Andria 2018 ‏ وUSD Lavello ‏.

## روابط خارجية
- توماسو كوليتي على موقع قاعدة بيانات كرة القدم.إي يو (الإنجليزية)
- توماسو كوليتي على موقع Soccerway.com (الإنجليزية)